# Akaki Chubutia
Akaki Chubutia (gruzínsky აკაკი ხუბუტია; * 17. března 1986 Suchumi, Gruzínská SSR, SSSR) je gruzínský fotbalový obránce a reprezentant, který v současnosti působí v klubu MFK Zemplín Michalovce. Hraje na postu stopera (středního beka).

## Klubová kariéra
- FK Zvezda-BGU Minsk 2004
- FBK Kaunas 2004–2009
- →  FK Nevėžis (hostování) 2005
- →  FK Šilutė (hostování) 2005
- →  FC Vilnius (hostování) 2006
- →  FK Šilutė (hostování) 2007
- CS Gaz Metan Mediaș 2009–2012
- →  Samsunspor (hostování) 2011–2012
- FK Mordovija Saransk 2013–2014
- Hapoel Petah Tikva FC 2014[1]
- AOK Kerkyra 2015
- MFK Zemplín Michalovce 2015–[2]

## Reprezentační kariéra
V A-mužstvu Gruzie debutoval 17. 11. 2010 v přátelském zápase v Koperu proti reprezentaci Slovinska (výhra 2:1).